# Paul Kelly (criminel)
Pour les articles homonymes, voir Paul Kelly et Kelly.
Paul Kelly (né Francesco Paolo Antonio Vaccarelli le 23 décembre 1876 à Pietrapertosa en Italie, mort le 3 avril 1936 à New York) est un criminel italo-américain, fondateur du Five Points Gang.